# Smithville (Ohio)
Smithville – wieś w Stanach Zjednoczonych, w stanie Ohio, w hrabstwie Wayne.